# چاگوانی

شهر چاگوانی در کوندینامارکا

چاگوانی (انگلیسی: Chaguaní) شهری در کلمبیا در شهرستان کودینامارکا با ۴٬۱۰۱ نفر جمعیت است.